# نخل راه‌رونده
نخل رونده (به انگلیسی: Walking Palm) (نام علمی: Socratea exorrhiza) نام یک گونه از تیره نخل است که بومی جنگل‌های بارانی در نواحی گرمسیری آمریکای مرکزی و آمریکای جنوبی است و می‌تواند تا ۲۵ متر ارتفاع و قطری بیش از ۱۶ سانتی‌متر رشد کند. اما به‌طور معمول بین ۱۵ تا ۲۰ متر ارتفاع و ۱۲ سانتی‌متر قطر دارد. این درخت ریشه‌های چوب‌پا دارد.
سوکراتی اِگزورهیزا (به انگلیسی: Socratea exorrhiza)،درختی است که سیستم پیچیده آن مانند پا عمل می‌کند و این درخت می‌تواند با تغییر فصلها به صورت پیوسته به سمت نور خورشید حرکت کند
این درختان برای حرکت به سمت خورشید ریشه‌هایشان را به سمت نور حرکت می‌دهند و طی این فرایند ریشه‌های قدیمی خشک می‌شود.